# Штрајк
Штрајк (од енгл. strike - „удар"), једна од мера радника, најчешће заједничко напуштање посла да би се тиме послодавац натерао да прихвати њихове услове (најчешће: повећање плате или смањење часова рада).
Првим штрајком у Србији може се сматрати радничка побуна у крагујевачкој Тополивници, која је избила у време када је управник био први српски школовани артиљеријски официр Петар Протић (1854–1857).

## Историја штрајкова
Појавом индустријске револуције и капитализма појављује се и радничка класа која је власнику (капиталисти) могла да прода само свој рад. Пошто је власник у повољнијем положају од радника – он нуди посао, он диктира услове рада, у почетној фази капитализма радници су имали само да раде за плату коју је капиталиста био спреман да плати.
Стварањем индустријских гиганата, где је радио и велики број радника створили су се услови за њихово организовање у радничке синдикате. Синдикати почињу борбу за радничке интересе – већу плату, краће радно време, боље услове рада, социјалну и здравствену заштиту...
Послодавац и радници имају заједнички циљ да остваре и деле приход. Начин поделе је оно где им се интереси сукобљавају. Због заједничког циља послодавац и синдикати сарађују до одређене тачке и о проблематици разговарају. Када се процени да се разговрима не може постићи договор тада радници улазе у штрајк.

## Неопходни услови за организовање штрајка
Штрајк се мора добро организовати јер постоји ризик да исти не успе па да капиталиста крене са одмаздом (отпуштање организатора, смањење плате и сл). За успешно организовање штрајка потребно је неколико предуслова:
- Да постоји јака синдикална организација
- Да организација има одређене залихе новца (најчешће од чланарине) којом ће омогућити живот радника за време штрајка јер плату неће добијати
- Да постоје велике наруџбине према фирми и рокови које капиталиста мора да испоштује према купцу
- Да постоји одлука већине радника да се иде у штрајк
- Да радничке страже спрече појаву штрајкбрехера (радници који за време штрајка хоће да раде)
- Да штрајк може да угрози Владу, јавни ред и мир, па и нормалан живот у земљи.

## Генерални штрајк
Генерални штрајк значи штрајк целе једне гране (Нпр електропривреда, железница, ПТТ...) или чак свих система у земљи. У земљама развијеног капитализма чак и генерални штрајкови нису реткост и у њима зна да учествује и више стотина хиљада људи.

## Штрајк у социјализму
Постојала је флоскула да су радници „власници фабрика“, да нема сукоба интереса у социјализму па да је штрајк немогућ и неприродан. Тачније штрајк је био забрањен и сасецан у корену. Синдикати су се бавили набавком свињских полутки и организовањем летовања радника.
Ипак у Југославији, као вероватно јединој земљи, од оних, у којима се градио социјализам већ од 1958 долази до првих штрајкова. Улогу капиталисте је успешно преузела бирократија. Пошто је реч „штрајк“ била проскрибована употребљен је нови термин „обустава рада“ (заправо је постојао и пре рата). Објашњење је било да у борби против бирократије радници повремено „да би скренули пажњу“ су прибегавали „обуставама рада“. Обустава рада би се решавала тако што би радници у највећем броју случајева добили неко повишење плате „штампањем новца“, а руководиоци како привредни тако синдикални и партијски би била на различите начине кажњавани јер су, својим чињењем или не чињењем, довели до обуставе рада.
Радници су то често злоупотребљавали и на сваки помен да је најављена „обустава рада“ другови из општинског комитета су се брзо појављивали на лицу места да „угасе пожар“.

## Штрајк у транзицији
Најтеже је организовати штрајк у транзицији. Посла нема, велика су отпуштања, синдикати се још увек нису у правом смислу организовали а често су и поткупљени од власника.
Једини који имају неке шансе да организују штрајк су радници јавних предузећа јер их има много и штрајк може да угрози функционисање државе.
Пошто постоји Закон о штрајку који је донела Народна скупштина, штрајкови у јавним предузећима су дозвољени али уз обавезно „обезбеђење минималне функције рада“. То практично значи да 30% радника не сме да штрајкује чак и у доба штрајка. Примећена је појава да се приликом штрајкова у јавним предузећима тихо евидентира ко је од запослених био у штрајку, а пошто се свуда најављује отпуштања, јасно је колико је данас тешко организовати штрајк.
Уместо штрајкова у Србији се задњих година примењује „блокада путева“ те свако ко има неки проблем може, за сада, да блокира јавне путеве и улице ради остварења својих права. До сада су интервенције полиције биле ретке и не сувише бруталне.

## Штрајк глађу
Ово је једна од метода борбе, најчешће, затвореника против затворских власти, поступака. Спроводе га најчешће политички затвореници када исцрпа сва средства борбе за своја права или циљеве. Штрајк глађу се најчешће спроводи тако што затвореник узима само воду а одбија храну. У зависности од конституције и здравственог стања штрајк глађу може да траје без смртних последица око 30 дана.
Бројни су примери да затворска управа насилно храни затвореника, давањем инфузије.
Ако је затвореник познат онда брзо до јавности стиже информација да он штрајкује глађу и тада креће лавина протеста преко средстава информисања у прилог штрајкачу. Публицитет је у овом случају пресудан
Један од последњих примера штрајка глађу је био штрајк Војислава Шешеља на суђењу у Хагу.
Штрајк глађу као средство користе и обесправљени у транзицији штрајкујући испред Владе, Скупштине или на неком другом јавном месту.

## Лок аут
Је ситуација супротна од штрајка. Када власник нема довољно посла он затвара фабрику на једно време, радници не долазе на посао и не примају плату.